# Giochi europei indoor 1967
I II Giochi europei indoor si sono svolti presso la Tipsport Arena di Praga, nell'allora Cecoslovacchia, dall'11 al 12 marzo 1967.
Si disputarono ventitré gare, delle quali quattordici maschili e nove femminili. Rispetto all'edizione precedente le gare di velocità in rettilineo e ostacoli passarono da 60 a 50 metri per le minori dimensioni dell'impianto, le staffette 4×2 giri (per gli uomini) e 4×1 giro (per le donne) furono sostituite rispettivamente dalla 4×300 metri e dalla 4×150 metri, mentre la staffetta svedese passò da un totale di 1600 metri a 1500 metri e fu praticata anche dalle donne. Fu anche introdotta la staffetta 3×1000 metri solo per gli uomini.

## Risultati

### Uomini
| Specialità | Oro                                                                                 | Prestazione | Argento                                                                             | Prestazione | Bronzo                                                                      | Prestazione |
| Corse piane |                                                                                     |             |                                                                                     |             |                                                                             |             |
| 50 metri | Pasquale Giannattasio                                                               | 5"7         | Aleksandr Lebedev                                                                   | 5"8         | Viktor Kasatkin                                                             | 5"9         |
| 400 metri | Manfred Kinder                                                                      | 48"4        | Hartmut Koch                                                                        | 48"6        | Nikolay Shkarnikov                                                          | 50"4        |
| 800 metri | Noel Carroll                                                                        | 1'49"6      | Tomáš Jungwirth                                                                     | 1'49"8      | Jan Kasal                                                                   | 1'50"0      |
| 1.500 metri | John Whetton                                                                        | 3'48"7      | Josef Odložil                                                                       | 3'49"6      | Stanislav Hoffman                                                           | 3'50"5      |
| 3.000 metri | Werner Girke                                                                        | 7'58"6      | Rashid Sharafetdinov                                                                | 7'59"0      | Lajos Mecser                                                                | 8'00"6      |
| Corse a ostacoli |                                                                                     |             |                                                                                     |             |                                                                             |             |
| 50 metri ostacoli | Eddy Ottoz                                                                          | 6"4         | Valentin Chistyakov                                                                 | 6"6         | Anatoliy Mikhailov                                                          | 6"7         |
| Salti |                                                                                     |             |                                                                                     |             |                                                                             |             |
| Salto in alto | Anatoliy Moroz                                                                      | 2,14 m      | Henry Elliot                                                                        | 2,14 m      | Rudolf Baudiš                                                               | 2,11 m      |
| Salto con l'asta | Igor Feld                                                                           | 4,90 m      | Gennadiy Bliznetsov                                                                 | 4,80 m      | Wolfgang Nordwig                                                            | 4,90 m      |
| Salto in lungo | Lynn Davies                                                                         | 7,85 m      | Leonid Barkovskiy                                                                   | 7,85 m      | Andrzej Stalmach                                                            | 7,74 m      |
| Salto triplo | Petr Nemšovský                                                                      | 16,57 m     | Henrik Kalocsai                                                                     | 16,45 m     | Aleksandr Zolotaryov                                                        | 16,40 m     |
| Lanci |                                                                                     |             |                                                                                     |             |                                                                             |             |
| Getto del peso | Nikolay Karasyov                                                                    | 19,26 m     | Eduard Gushchin                                                                     | 18,95 m     | Władysław Komar                                                             | 18,85 m     |
| Staffette |                                                                                     |             |                                                                                     |             |                                                                             |             |
| Staffetta 4×300 metri | Unione Sovietica Nikolaj Ivanov Vasiliy Anisimov Aleksandr Bratchikov Boris Savchuk | 2'18"0      | Polonia Edward Romanowski Jan Balachowski Edmund Borowski Tadeusz Jaworski          | 2'20"2      | Cecoslovacchia Jaromír Haisl Josef Hegyes Frantisek Ortman Josef Trousil    | 2'20"5      |
| Staffetta svedese (1500 metri) | Germania Est Gert Metz Horst Haßlinger Rolf Krüsmann Manfred Hanika                 | 3'06"6      | Unione Sovietica Boris Savchuk Vasiliy Anisimov Aleksandr Bratchikov Valeriy Frolov | 3'06"9      | Cecoslovacchia Jirí Kynos Ladislav Kriz Pavel Hruska Pavel Penkava          | 3'08"8      |
| Staffetta 3×1000 metri | Germania Est Klaus Prenner Wolf-Jochen Schulte-Hillen Franz-Josef Kemper            | 7'19"6      | Cecoslovacchia Pavel Hruska Pavel Penkava Petr Blaha                                | 7'20"0      | Unione Sovietica Ramir Mitrofanov Stanislav Simbirtsev Michail Zhelobovskiy | 2'20"6      |
| record mondiale; record mondiale stagionale; record europeo; record europeo stagionale; record dei campionati; record nazionale; record personale; record personale stagionale. |                                                                                     |             |                                                                                     |             |                                                                             |             |

### Donne
| Specialità | Oro                                                                                     | Prestazione | Argento                                                                | Prestazione | Bronzo                                                                | Prestazione                                   |
| Corse piane |                                                                                         |             |                                                                        |             |                                                                       |                                               |
| 50 metri | Margit Nemesházi                                                                        | 6"3         | Karin Wallgren-Lundgren                                                | 6"4         | Galina Bukharina                                                      | 6"5                                           |
| 400 metri | Karin Wallgren-Lundgren                                                                 | 55"7        | Lia Louer                                                              | 56"7        | Ljiljana Petnjaric                                                    | 57"3                                          |
| 800 metri | Karin Kessler                                                                           | 2'08"2      | Maryvonne Dupureur                                                     | 2'09"6      | Valentina Lukyanova                                                   | 2'10"5                                        |
| Corse a ostacoli |                                                                                         |             |                                                                        |             |                                                                       |                                               |
| 50 metri ostacoli | Karin Balzer                                                                            | 6"9         | Vlasta Seifertová                                                      | 7"0         | Inge Schell                                                           | 7"1                                           |
| Salti |                                                                                         |             |                                                                        |             |                                                                       |                                               |
| Salto in alto | Taisiya Chenchik                                                                        | 1,76 m      | Linda Knowles                                                          | 1,73 m      | Jaroslava Králová                                                     | 1,70 m                                        |
| Salto in lungo | Berit Berthelsen                                                                        | 6,51 m      | Heide Rosendahl                                                        | 6,41 m      | Viorica Viscopoleanu                                                  | 6,40 m                                        |
| Lanci |                                                                                         |             |                                                                        |             |                                                                       |                                               |
| Getto del peso | Nadežda Čižova                                                                          | 17"44       | Ivanka Khristova                                                       | 16"55       | Maria Chorbova                                                        | 16"23                                         |
| Staffette |                                                                                         |             |                                                                        |             |                                                                       |                                               |
| Staffetta 4×150 metri | Unione Sovietica Valentina Bolshova Galina Bucharina Tat'jana Talyševa Vera Popkova     | 1'12"4      | Cecoslovacchia Eva Putnová Vlasta Seifertová Eva Kucmanová Eva Lehocká | 1'14"0      | Germania Est Regina Höfer Petra Zöllner Renate Meißner Brigitte Geyer | 1'14"1                                        |
| Staffetta svedese (1500 metri) | Unione Sovietica Valentina Bolshova Vera Popkova Tat'jana Talyševa Nadeshda Syeropegina | 3'35"6      | Jugoslavia Marjana Lubej Ika Maricic Ljiljana Petnjaric Gizela Farkaš  | 3'37"5      | Hanno terminato la gara solamente due squadre                         | Hanno terminato la gara solamente due squadre |
| record mondiale; record mondiale stagionale; record europeo; record europeo stagionale; record dei campionati; record nazionale; record personale; record personale stagionale. |                                                                                         |             |                                                                        |             |                                                                       |                                               |

## Medagliere
Legenda
     Paese ospitante
| Posizione | Paese            | Oro | Argento | Bronzo | Totale |
| --------- | ---------------- | --- | ------- | ------ | ------ |
| 1         | Unione Sovietica | 8   | 7       | 7      | 22     |
| 2         | Germania Ovest   | 5   | 1       | 1      | 7      |
| 3         | Gran Bretagna    | 2   | 1       | 0      | 3      |
| 4         | Italia           | 2   | 0       | 0      | 2      |
| 5         | Cecoslovacchia   | 1   | 5       | 6      | 12     |
| 6         | Germania Est     | 1   | 1       | 2      | 4      |
| 7         | Ungheria         | 1   | 1       | 1      | 3      |
| 8         | Svezia           | 1   | 1       | 0      | 2      |
| 9         | Irlanda          | 1   | 0       | 0      | 1      |
| 9         | Norvegia         | 1   | 0       | 0      | 1      |
| 11        | Francia          | 0   | 2       | 0      | 2      |
| 12        | Polonia          | 0   | 1       | 2      | 3      |
| 13        | Bulgaria         | 0   | 1       | 1      | 2      |
| 13        | Jugoslavia       | 0   | 1       | 1      | 2      |
| 15        | Paesi Bassi      | 0   | 1       | 0      | 1      |
| 16        | Romania          | 0   | 0       | 1      | 1      |
| Totale    | Totale           | 23  | 23      | 22     | 68     |